# Taibhdhearc na Gaillimhe
Taibhdhearc na Gaillimhe (pron. ˈt̪ˠavˈjaɾˠk na ˈgaːlʲɪvʲə, que vol dir "teatre de Galway") és el teatre nacional d'Irlanda en gaèlic irlandès. Va ser fundat en 1928.
La paraula taibhdhearc apareix en una glosa del llatí teatrum (teatre) en un document irlandès antic, derivat d'arrels que signifiquen "somni" i "mirada." La paraula en irlandès modern per al teatre és amharclann.
L'edifici està construït sobre les ruïnes de l'original convent agustí. La paret del darrere incorpora una paret d'aquesta monestir, incloent algunes finestres de pedra tallada. Amb la seva ubicació a An tSráid Láir (Middle Street) el Taibhdhearc està situat al cor de la ciutat medieval de Galway.
Al llarg de l'any, el teatre és un lloc molt sol·licitat per a produccions de teatre i música, i ocasionalment s'hi projecten pel·lícules internacionals. El període de major activitat de les arts a la ciutat ocorre durant les dues setmanes del Festival de les Arts de Galway.
En 2004 An Taibhdhearc fou guardonat amb el premi Gradam Bhaitéir Uí Mhaicín de guions per Coinneáil Orainn de Darach Ó Scolaí, que va ser posada en escena per An Taibhdhearc l'any següent.
Durant agost i principis de setembre An Taibhdhearc acull un xou de música irlandesa i dansa anomenat Music at the Crossroads Arxivat 2011-02-07 a Wayback Machine..

## Hiatus
Després de patir grans danys fum durant un incendi el 2007 An Taibhdhearc VA tancar les portes durant un llarg període per a la seva renovació i restauració. Mentre que el teatre ha estat tancat An Taibhdhearc ha seguit produint espectacles en altres llocs al voltant de la ciutat i del comtat de Galway. El teatre sembla que tornarà a obrir a finals de 2012.